# Václav Rašilov
Václav Rašilov (* 14. února 1976 Praha) je český herec. Pochází ze známého uměleckého hereckého rodu, herci byli a jsou i jeho starší bratr Saša a dědeček Saša Rašilov starší.
Vystudoval konzervatoř a alternativní divadlo na DAMU, účinkuje v inscenacích Divadla Komedie, divadla Nablízko, divadla Aqualung v divadle Ponec a divadle Lampion.
Je ženatý, s manželkou Renátou má syna Vincenta, rád hraje na bicí a na klavír. Pracuje často v dabingu.
Od února 2021 začal dabovat v pořadu Kouzelná školka skřítka Filípka.

## Televizní tvorba
- Proč bychom se netopili – seriál
- O poklad Anežky České: zámek Krásný dvůr – televizní soutěž
- Život na zámku – seriál
- Ulice – seriál
- Místo nahoře – seriál
- Místo v životě – seriál
- Vohnice a Kilián – pohádka
- O Voděnce - pohádka
- Doktor z vejminku – seriál
- Dr. Dokonalý (Dabing) – Richard Fila
- Tajemný svícen – pohádka
- Robin Hood – Seriál (Dabing)
- Kouzelná školka (Dabing) - skřítek Filípek

## Divadelní tvorba
- Pokus pes čili potwor – inscenace